# Endopsammia pourtalesi
Espèce
Synonymes
- Thecopsammia pourtalesi Durham & Barnard, 1952

Statut CITES
Endopsammia pourtalesi est une espèce de coraux de la famille des Dendrophylliidae.

## Étymologie
Son nom spécifique, pourtalesi, lui a été donné en l'honneur de Louis François de Pourtalès (1824–1880), naturaliste américain, auteur du genre Thecopsammia auquel cette espèce a été attachée lors de sa description originale.

## Publication originale
- Durham & Barnard, 1952 : Stony corals of the Eastern Pacific collected by the Velero III and Velero IV. Allan Hancock Pacific Expedition, vol. 16, pp. 1-110 (texte intégral) (en).